# خوکیان
خوکیان (نام علمی: Suinae) نام یک زیرخانواده از تیره گرازان است.